# Roncus euchirus
Espèce
Synonymes
- Obisium euchirum Simon, 1879

Roncus euchirus est une espèce de pseudoscorpions de la famille des Neobisiidae.

## Distribution
Cette espèce se rencontre en France, en Italie, en Hongrie et en Bulgarie.

## Systématique et taxinomie
Cette espèce a été décrite sous le protonyme Obisium euchirum par Simon en 1879. Elle est placée dans le genre Roncus par Beier en 1932.

## Publication originale
- Simon, 1879 : Les Ordres des Chernetes, Scorpiones et Opiliones. Les Arachnides de France, p. 1-332.